# Ordre (biologie)

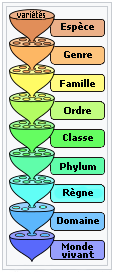
Principaux rangs taxinomiques.

Pour les articles homonymes, voir Ordre.
En biologie, l'ordre est le quatrième niveau de classification classique des espèces vivantes (voir systématique).
Selon  Ruggiero et al. (2015), les 7 règnes du vivant sont constitués de 1 468 ordres.

## Terminaisons latines indiquant le rang
Le nom des ordres se termine par le suffixe -ales chez les plantes, les algues et champignons.
Pour le règne animal, des suffixes par défaut sont mis en place seulement à partir du rang de super-famille (ICZN article 29.2). Cependant, le nom des ordres est souvent terminé par le suffixe -formes voulant dire que l'ordre regroupe des espèces de même aspect. On rencontre également le suffixe -morphes ou -morpha, qui a la même signification, mais formé à partir du grec. 
Exemples :
- animal : Scorpaeniformes (poissons à forme de scorpions), Salmoniformes (poissons ayant la forme d'un saumon), Piciformes (oiseaux à forme de pics), Scutigeromorpha (arthropodes à forme de scutigère), Lagomorpha (mammifères à forme de lapin)
- végétal : Juncales, Liliales, Najadales
- fungi : Agaricales, Boletales

Toutefois, les terminaisons -formes ou -morpha peuvent également se rencontrer dans d'autres rangs: sous-ordre (Caniformia), infra-ordre (ex: Lemuriformes, Pentatomomorpha), super-ordre (Helminthomorpha).
Pour les noms d'ordres chez les animaux, d'autres suffixes peuvent renvoyer à des critères morphologiques, à une caractéristique biologique, ou simplement être une terminaison lexicale. Exemples de terminaisons pour les ordres chez les animaux (liste non exhaustive, et terminaisons non exclusive de ce rang) :  
- -poda (pied, patte; comme pour Decapoda, ordre des crustacés « à dix pattes »; mais Cephalopoda est une classe)
- -ptera (aile, comme dans Orthoptera, insectes « à ailes à angle droit » = criquets etc.; Chiroptera, mammifère « à mains ailées » = les chauves-souris)
- -gnathe (mâchoire, comme pour Archaeognatha, mais Agnatha, les poissons « sans mâchoires », est un infra-embranchement ou une super-classe selon les classifications)
- -dactyla (doigts, comme chez Perissodactyla, ordre des ongulés « à doigts impairs »)
- -vora (qui mange, comme dans Carnivora, l'ordre des mammifères « mangeurs de viande »)
- -odea (comme chez Blattodea)
- -ia (comme Sirenia)
- -ida (comme Sepiida)
- etc.

## Autres rangs taxonomiques
Les rangs taxonomiques utilisés en systématique linnéenne pour indiquer la hiérarchie entre les taxons nommés dans la classification du monde vivant sont les suivants (par ordre décroissant) :
- Super-règne, Empire, Domaine (Superregnum, Imperium, Dominium)
- Règne (Regnum)
- Sous-règne (Subregnum)
- Rameau (Ramus, « branch » en anglais)
- Infra-règne (Infraregnum)
  - Super-embranchement, Super-division (Superphylum, Superdivisio)
  - Embranchement, Division (Phylum, Divisio)[b]
  - Sous-embranchement, Sous-division (Subphylum, Subdivisio)
  - Infra-embranchement (Infraphylum)
  - Micro-embranchement (Microphylum)
    - Super-classe (Superclassis)
    - Classe (Classis)
    - Sous-classe (Subclassis)
    - Infra-classe (Infraclassis)
      - Super-ordre (Superordo)
      - Ordre (Ordo)
      - Sous-ordre (Subordo)
      - Infra-ordre (Infraordo)
      - Micro-ordre (Microordo)
        - Super-famille (Superfamilia)
        - Famille (Familia)
        - Sous-famille (Subfamilia)
        - Super-tribu (Supertribus)
        - Tribu (Tribus)
        - Sous-tribu (Subtribus)
          - Genre (Genus)
          - Sous-genre (Subgenus)
          - Section (Sectio)
          - Sous-section (Subsectio)
            - Espèce (Species)
            - Sous-espèce (subspecies) – dernier rang zoologique officiel[c]
            - Variété (varietas) – race étant un rang zoologique informel[c]
            - Sous-variété (subvarietas) – sous-race étant un rang zoologique informel[c]
            - Forme (forma) dernier rang en mycologie – forme étant un rang zoologique informel
            - Sous-forme (subforma)